# تایلورسویل (کارولینای شمالی)
تایلورسویل (به انگلیسی: Taylorsville) شهری در ایالت کارولینای شمالی کشور ایالات متحده آمریکا است که جمعیت آن در سرشماری سال ۲۰۱۰ میلادی، ۲٬۰۹۸ نفر بوده‌است.